# Marco Minnaard
Marco Minnaard, né le 11 avril 1989 à Wemeldinge, est un coureur cycliste néerlandais, professionnel entre 2014 et 2019.

## Biographie
En 2012 et 2013, Marco Minnaard court au sein de l'équipe Rabobank Continental. 
En 2013, il remporte le classement par points du Tour du Gévaudan Languedoc-Roussillon.
L'année suivante, il devient professionnel dans l'équipe belge Wanty-Groupe Gobert. Il s'adjuge le classement du meilleur grimpeur de la Tropicale Amissa Bongo. 
Fin 2015 il prolonge son contrat avec Wanty-Groupe Gobert. 
En 2017, il gagne le général du Rhône-Alpes Isère Tour. Son équipe ayant obtenu une invitation pour disputer le Tour de France, il dispute pour la première fois cette course, comme ses huit coéquipiers.
En 2018, il termine onzième de la dernière étape du Tour du Limousin et seizième du classement général de cette course. Il participe en juillet à son deuxième Tour de France.
En juillet 2019, à 30 ans, il annonce qu'il s'agit de sa dernière saison de coureur et décide de mettre un terme à sa carrière à la fin de la saison pour reprendre l'entreprise familiale.

## Palmarès sur route

### Par année
- 2012
  - 3e de la Course des chats
- 2013
  - 2e du Grand Prix Raf Jonckheere
- 2017
  - Rhône-Alpes Isère Tour

### Résultats sur les grands tours

#### Tour de France
2 participations
- 2017 : 40e
- 2018 : 64e

### Classements mondiaux
| Année           | 2012 | 2013 | 2014 | 2015 | 2016 |
| --------------- | ---- | ---- | ---- | ---- | ---- |
| UCI Africa Tour | 173e |      |      |      |      |
| UCI Europe Tour | 525e |      | 473e |      | 466e |

## Palmarès en VTT

### Championnats du monde
- Mont Sainte-Anne 2010
  - 7e du relais mixte par équipes